# Clambus hayekae
Clambus hayekae là một loài bọ cánh cứng trong họ Clambidae. Loài này được Endrödy-Younga miêu tả khoa học đầu tiên năm 1960.